# Peter Barr
Peter Barr (1826-1909) va ser un venedor de llavors i un botànic escocès va tenir el sobrenom de Daffodil Jing (el rei dels narcissos) Barr nasqué a Lanarkshire i es dedicà a recuperar els narcissos després que a mitjan època victorina passessin de moda. Va descobrir-ne noves varietats i viatjà pel món promocionant aquesta planta. Peter Barr comprà la col·lecció de narcissos de William Backhouse II (1807-1869), qui havia desenvolupat un gran nombre de varietats de Narcissus. Peter Barr associat amb Edward Leeds (1802-1877) va establir un sistema de classificació pels narcissos.
La seva signatura abreujada com a botànic és: Barr.